# Sous-satellite

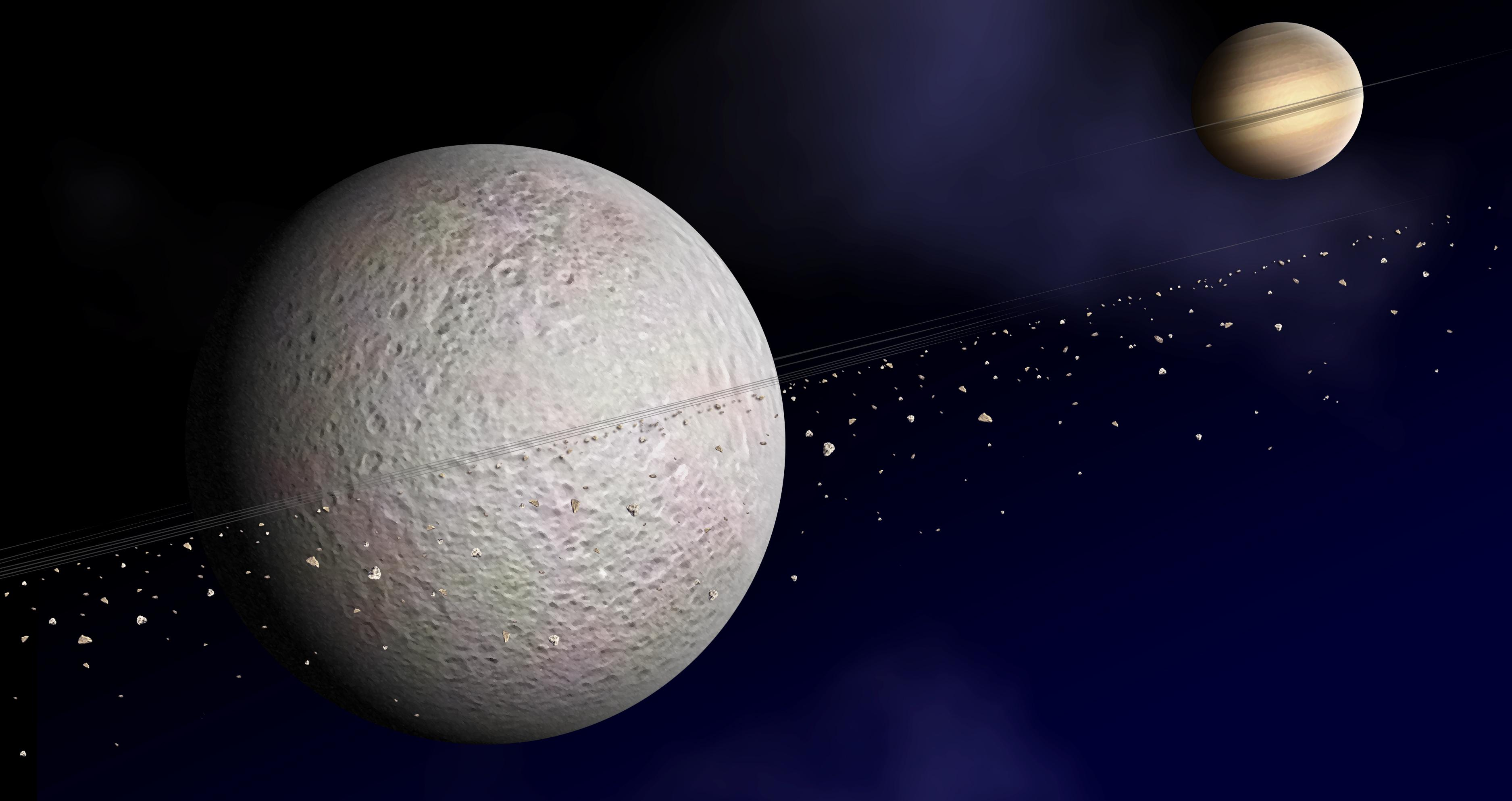
Vue d'artiste des potentiels anneaux de Rhéa.

Un sous-satellite est un satellite naturel en orbite autour d'un autre satellite naturel (qui tourne lui-même autour d'une planète). Aucune découverte de sous-satellite n'a été confirmée pour l'instant.
Les caractéristiques orbitales de deux satellites naturels du système solaire et un (non confirmé) du système Kepler-1625 laissent penser qu'ils sont susceptibles d'avoir des sous-satellites ; ce sont :
- Japet, satellite naturel de Saturne ;
- Rhéa, satellite naturel de Saturne ;
- Kepler-1625 b I, lune non confirmée de la planète Kepler-1625 b.

## Source
1. 1 2 3  « Des lunes de lune pourraient exister dans le système solaire », sur sciencesetavenir.fr, 15 octobre 2018 (consulté le 18 avril 2020)